# Anaulacomera diluta
Anaulacomera diluta är en insektsart som beskrevs av Brunner von Wattenwyl 1891. Anaulacomera diluta ingår i släktet Anaulacomera och familjen vårtbitare. Inga underarter finns listade i Catalogue of Life.